# Hildesheim
Hildesheim (in basso tedesco Hilmessen) è una città di 101 693 abitanti della Bassa Sassonia, in Germania. È il capoluogo e il centro maggiore del circondario (Landkreis) omonimo (targa HI). Hildesheim si fregia del titolo di "Grande città indipendente" (Große selbständige Stadt).

## Geografia fisica
Hildesheim si trova circa 30 km a sud-est di Hannover, sulle rive del fiume Innerste, che è un piccolo affluente del Leine.

## Storia
La città divenne sede vescovile nell'anno 815. Nell'872 fu consacrata la prima cattedrale della città, edificata in pietra. Per quattro secoli il vescovo governò Hildesheim, prima che venisse costruito un municipio e i cittadini ottenessero qualche influenza sul governo cittadino. Nel 1367 Hildesheim entrò a far parte della Lega Anseatica.
Hildesheim possedeva uno dei centri storici più intatti e meglio conservati della Germania, tanto da valerle l'appellativo di "Norimberga del Nord". La città antica era caratterizzata dalla presenza di circa 1500 case a graticcio, le più importanti e caratteristiche delle quali (circa 700) risalivano ai secoli XVI-XVIII ed erano magnificamente decorate con rilievi dipinti in policromia, di stile dal gotico al barocco. Questo grande tesoro architettonico venne cancellato quasi totalmente negli ultimi mesi della seconda guerra mondiale. Il 22 febbraio 1945 vi fu il primo bombardamento sistematico della città.
La città doveva però conoscere la distruzione completa soltanto un mese dopo, il 22 marzo, quando venne bombardata in pieno giorno dalle forze aeree britanniche e canadesi: venne distrutto quasi interamente il centro storico (l'87% delle case ad intelaiatura in legno bruciò in poche ore) e si contarono 1736 morti e migliaia di senzatetto. 16 giorni dopo le forze alleate di terra entrarono nella città ridotta in macerie. Tutti gli edifici più importanti vennero distrutti: oltre a tutte le chiese medioevali (con la sola esclusione di San Godeardo), andò irrimediabilmente perduta la maggior parte delle case borghesi e patrizie che davano a Hildesheim un'impronta quasi unica.
Tra queste bisogna menzionare la Altdeutsches Haus (situata nella Osterstrasse) risalente al 1600-04 circa, tutte le case della Andreasplatz, che circondavano la chiesa di Sant'Andrea: la Pfeilerhaus e la piccola Umgestülpter Zuckerhut (risalenti rispettivamente al 1623 e 1509), il gotico Trinitatis Hospital (XV secolo). Inoltre, il Rolandhospital (1611, decorato con scene di argomento biblico) e tante altre, oltre, ovviamente agli edifici affacciati sulla Piazza del Mercato.
A partire dagli anni Cinquanta, a causa della povertà di mezzi e con necessità urgente di riedificare case e alloggi per la popolazione, bassi condomini di cemento presero il posto degli edifici distrutti.
Nel 1970, alcuni cittadini fondarono la Gesellschaft für den Wiederaufbau des Knochenhauer-Amtshauses, finalizzata alla ricostruzione del celebre Knochenhaueramtshaus (casa della Gilda dei Macellai) che svettava fino a 26 metri di altezza sul lato ovest della Piazza del Mercato e risaliva all'anno 1529. Era celebrata come la "casa a graticcio più bella del mondo". Negli anni 1984-1989, grazie ad una sottoscrizione popolare e ad innumerevoli donazioni, gli abitanti di Hildesheim ricostruirono interamente la piazza com'era e dov'era. L'ultima fase di questa gigantesca opera di ricostruzione, negli anni 1987-89, vide la completa riedificazione della Bäckeramtshaus e Knochenhaueramtshaus, secondo i progetti originali e con le tecniche utilizzate nel XVI secolo.
Tra il 2009 e il 2010 è stata inoltre ricostruita, nell'Andreasplatz, la Umgestülpter Zuckerhut.
La cattedrale di Hildesheim fa parte del Patrimonio dell'umanità dell'UNESCO. Venne costruita nel IX secolo ma danneggiata gravemente nel 1945. Venne ricostruita con un interno spoglio (la decorazione a stucchi barocca è andata completamente perduta). Un arbusto di rose che cresce nel chiostro e si avvinghia all'abside, secondo la tradizione venne piantato contestualmente alla fondazione della chiesa: è il cosiddetto "Roseto Millenario", che bruciò con il resto della città antica nel 1945. Le radici però sopravvissero e germogliarono di nuovo.
La chiesa abbaziale di San Michele, costruita dal 1010 al 1022 è considerata edificio di transizione tra l'architettura ottoniana e l'architettura romanica, è anch'essa patrimonio dell'umanità dell'UNESCO. Devastata dalle bombe nel primo massiccio bombardamento del 22 febbraio 1945, venne ricostruita secondo il disegno originale, eliminando le aggiunte posteriori e ripristinando la torre ovest che era stata demolita dopo il 1650. Lo splendido soffitto dipinto, risalente al XII secolo, essendo stato salvato e messo al riparo all'inizio della guerra, insieme ad altri arredi preziosi, venne ricollocato al suo posto al termine della ricostruzione della chiesa.

## Monumenti e luoghi d'interesse

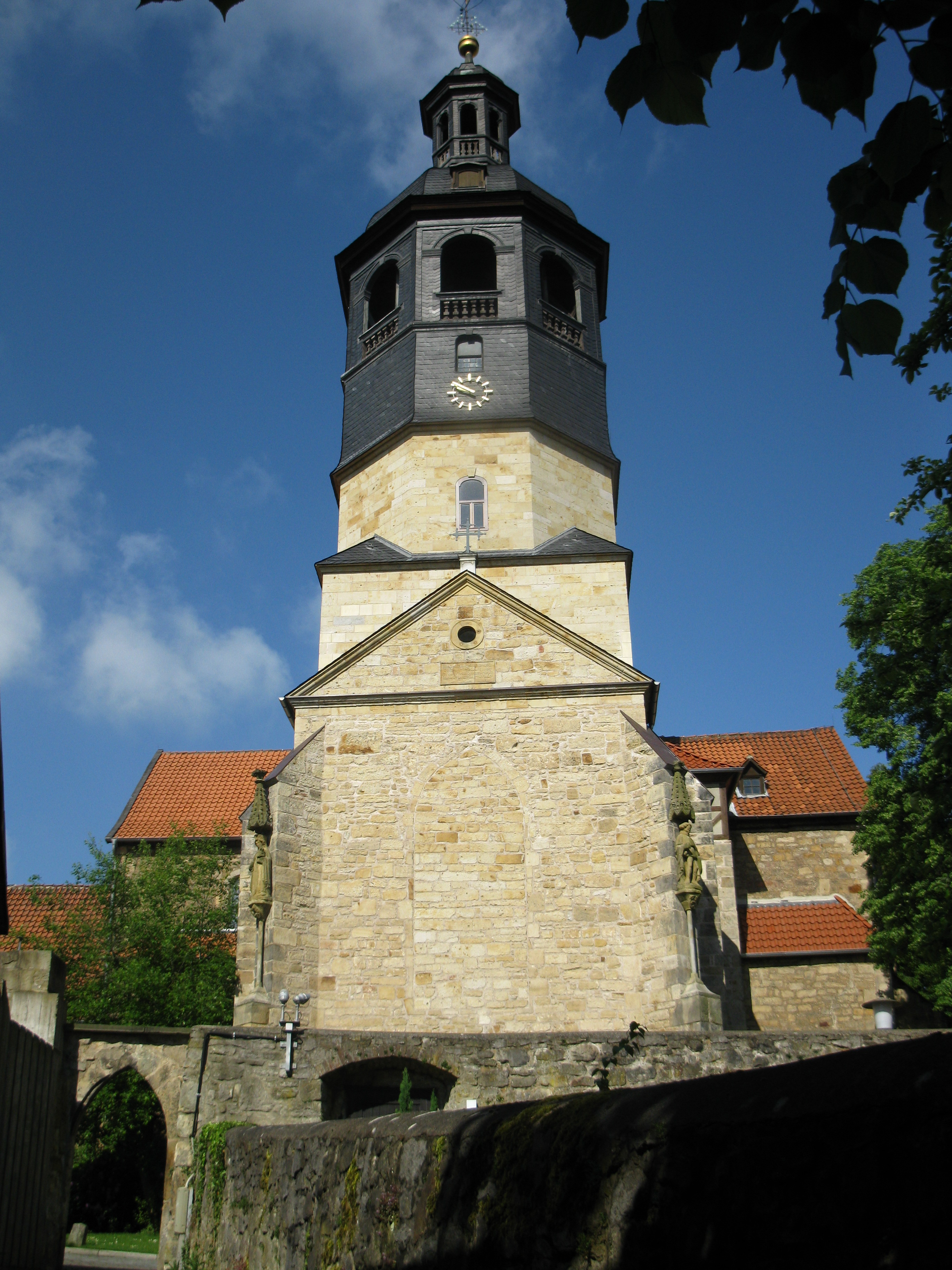
Chiesa di S. Maurizio (1068)

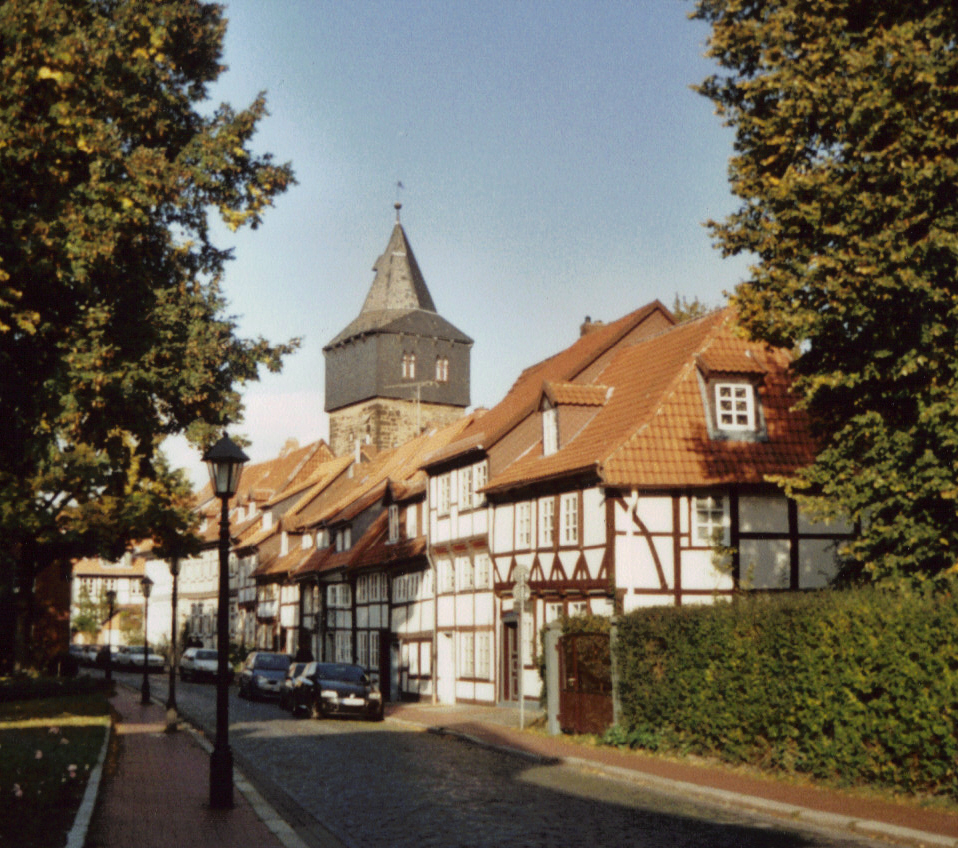
La torre Kehrwiederturm e case in legno strutturale nella strada Lappenberg.

- Il roseto millenario: 1000 anni, questa è l'età che si ritiene abbia la pianta di rosa più vecchia del mondo. Oggi continua a fiorire sul muro della Cattedrale di Hildesheim.
- Duomo dell'Assunta (patrimonio dell'umanità UNESCO), con gli antichi portoni in bronzo (ca. 1015). Un candelabro al suo interno ingloba ciò che resta di un più antico e pagano Irminsul.
- Chiesa di San Michele (patrimonio dell'umanità UNESCO) - una delle più belle chiese inizio-romaniche della Germania, ed un esempio unico di architettura ottoniana.
- Basilica di S. Godardo (1133-1172), ex-abbazia benedettina di stile alto romanico. La basilica minor è una delle poche chiese romanze in Germania conservate quasi interamente nella forma originale.
- Knochenhaueramtshaus (la casa della gilda dei macellai): uno degli esemplari più belli e fini di edificio in legno strutturale del mondo, ricostruita dal 1987 al 1989. Sulla piazza di mercato.
- La storica Piazza del Mercato.
- Chiesa di Sant'Andrea (iniziata nel 1389): con il più alto campanile (114,35 metri) della Bassa Sassonia.
- Monumento (1988) della sinagoga consacrata nel 1849. Il monumento si trova nella piazza storica Lappenberg.
- Le case antiche in legno strutturale nelle strade Lappenberg, Gelber Stern, Brühl, Hinterer Brühl, Godehardsplatz, Am Kehrwieder, Kesslerstraße, Knollenstraße furono risparmiate dalle distruzioni della seconda guerra mondiale.
- La torre Kehrwiederturm (30 metri, XV secolo) è un frammento delle antiche mura della città.
- La casa rinascimentale Kaiserhaus (1586), decorata da statue romane.
- Giardini Magdalenengarten (1725)
- Chiesa di S. Maurizio (1068), di stile romanico
- Castello Burg Steuerwald (1310-1313)
- Castello Marienburg (1346-1349)
- Chiesa di San Bernardo (1906-1907)
- Il Roemer-Museum e il Pelizaeus-Museum: significative collezioni dell'antico Egitto e del Perù, e mostre speciali organizzate ogni anno.
- Museo della Cattedrale: contiene il tesoro della cattedrale.
- Teatro: con un'ampia offerta di opera, operetta, musical, balletto e concerti.
- Il percorso della Rosa: si snoda all'interno della città toccando altri luoghi di interesse, come la Umgestülpter Zuckerhut e il vecchio quartiere ebraico Lappenberg.

Da vedere nei dintorni:
- Castello di Marienburg (15 km): un castello fiabesco in stile neogotico/romantico (di proprietà di Ernesto Augusto di Hannover e Carolina di Monaco).
- Castello di Hämelschenburg (60 km): castello medioevale dell'Ordine Teutonico.
- Hamelin (50 km): la città famosa per la fiaba de Il pifferaio magico.

## Società

### Evoluzione demografica
| Anno              | Popolazione |
| ----------------- | ----------- |
| 1400              | ca. 6.000   |
| 1450              | ca. 8.000   |
| 1648              | ca. 5.500   |
| 1803              | 11.108      |
| 1825              | 12.630      |
| 1849              | 14.651      |
| 1871              | 20.801      |
| 1º dicembre 1875  | 22.581      |
| 1º dicembre 1890  | 33.481      |
| 1º dicembre 1900  | 42.973      |
| 1º dicembre 1910  | 50.239      |
| 8 ottobre 1919    | 53.499      |
| 16 giugno 1925    | 58.522      |
| 16 giugno 1933    | 62.519      |
| 17 maggio 1939    | 72.101      |
| 13 settembre 1950 | 65.531      |
| 6 giugno 1961     | 96.296      |
| 31 dicembre 1970  | 93.400      |
| 30 giugno 1975    | 106.000     |
| 30 giugno 1980    | 102.700     |
| 30 giugno 1985    | 100.900     |
| 1º gennaio 1989   | 103.512     |
| 30 giugno 1997    | 105.700     |
| 31 dicembre 2002  | 103.448     |
| 31 dicembre 2019  | 101.693     |

1. 1 2 3 4 5 6 7 8 9 10  dati del censimento

## Cultura

### Eventi
- Jazz festival in maggio o giugno.
- M'era Luna Festival - festival musicale Goth durante la seconda metà di agosto.

## Geografia antropica

### Suddivisione amministrativa
La città è suddivisa nei seguenti distretti:
- 001 Mitte (Centro)
- 002 Neustadt
- 003 Nord (nord) con Steuerwald
- 004 Süd (sud)
- 005 Ost (est)
- 006 Galgenberg e Marienburger Höhe
- 007 Drispenstedt [nota 1]
- 008 West (ovest)
- 009 Moritzberg
- 010 Neuhof con l'Hildesheimer Wald [nota 2]
- 011 Ochtersum [nota 1]
- 012 Marienrode [nota 2]
- 013 Sorsum [nota 1]
- 014 Himmelsthür [nota 1]
- 015 Bavenstedt [nota 1]
- 016 Einum [nota 1]
- 017 Achtum-Uppen [nota 1]
- 018 Itzum [nota 1]
- 019 Marienburg

1. 1 2 3 4 5 6 7 8  un distretto
2. 1 2  distretto con due distretti

### Incorporazioni
Nel corso del tempo la città ha assorbito i seguenti comuni:
- 1911: Moritzberg
- 1912: Steuerwald
- 1938: Drispenstedt and Neuhof
- 1971: Ochtersum
- 1974: Achtum-Uppen, Bavenstedt, Einum, Himmelsthür, Itzum, Marienburg, Marienrode e Sorsum

## Economia
Importanti imprese multinazionali, oltre a molte compagnie di medie dimensioni, hanno attività a Hildesheim. Tra queste: Blaupunkt, Bosch, Krupp, Thyssen, Fairchild, Phoenix e Coca-Cola.

## Infrastrutture e trasporti
Hildesheim ha un'ottima infrastruttura dei trasporti: è un hub regionale per ferrovia e strade statali. La città è facilmente raggiungibile. L'aeroporto internazionale Hannover-Langenhagen si trova a solo 45 chilometri di distanza. Hildesheim dispone di un aeroporto per aerei fino a 5,7 tonnellate, e di un porto di navigazione interno, collegato direttamente con il Mittellandkanal attraverso un canale.
Alla città si accede tramite l'autostrada A7 che collega Kassel, Gottinga, Hannover e Amburgo e tramite le strade statali 1, 6, 243 e 494.
Hildesheim dispone di una stazione ferroviaria che fa parte delle linee ICE e IC della Deutsche Bahn AG.
Hildesheim è servita dalle linee S3 (Hannover - Lehrte - Hildesheim) e S4 (Bennemühlen - Hannover - Hannover (Messe)/Latzen - Hildesheim) del sistema di trasporto ferroviario suburbano di Hannover.

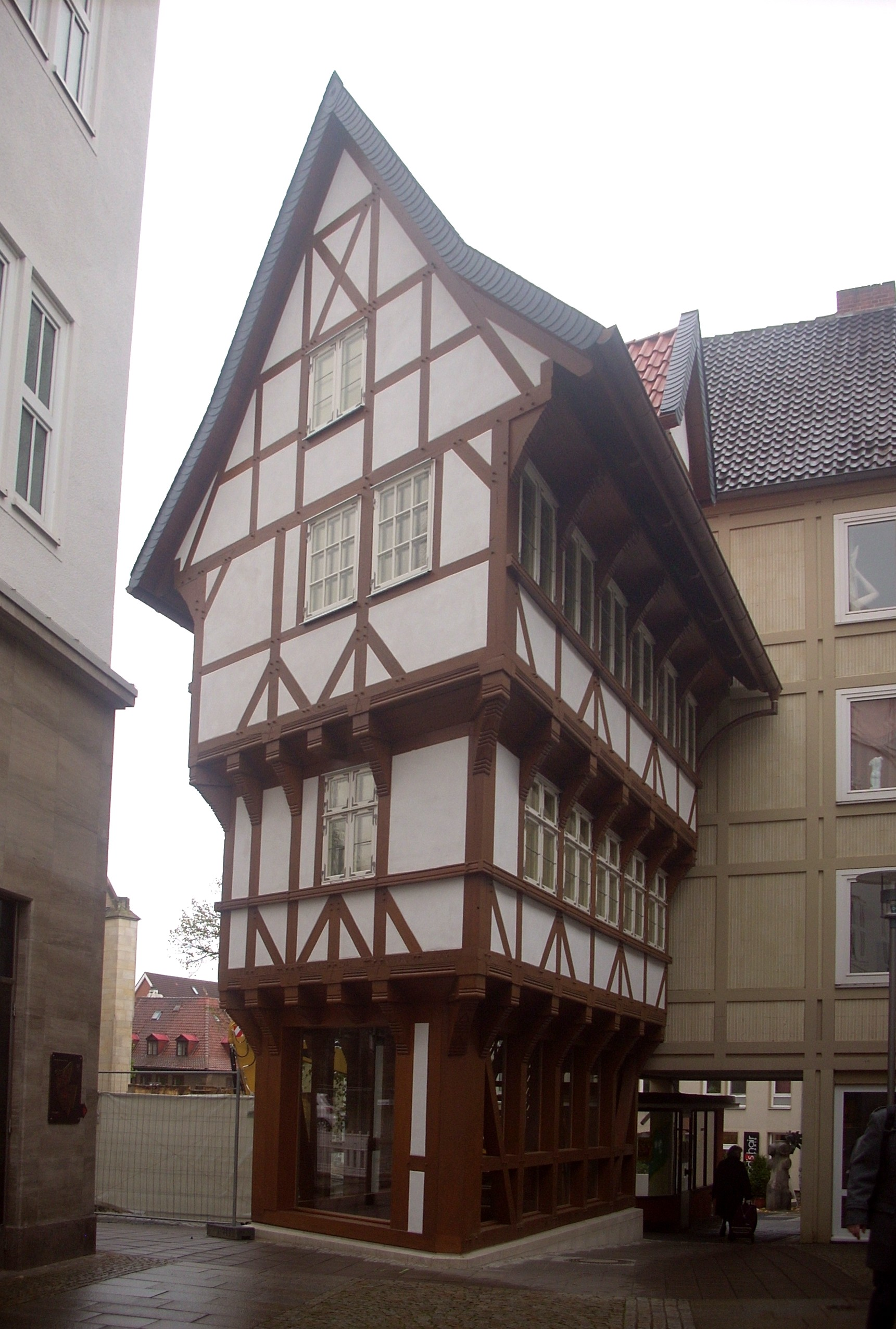
"Umgestülpter Zuckerhut", ricostruzione (ottobre 2010)

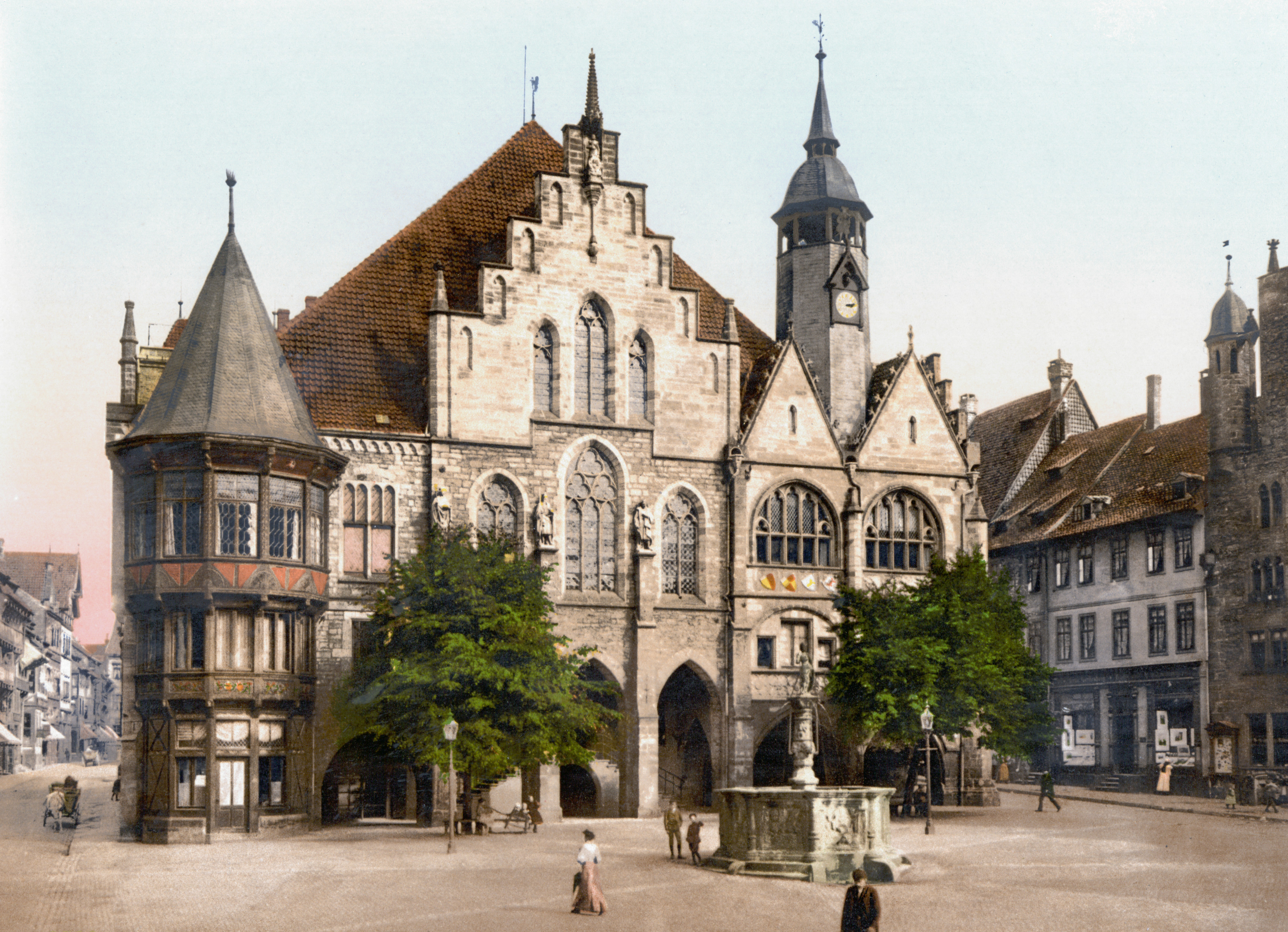
Hildesheim, fotocromia della piazza del mercato con il municipio e Rolandbrunnen, ca. 1895

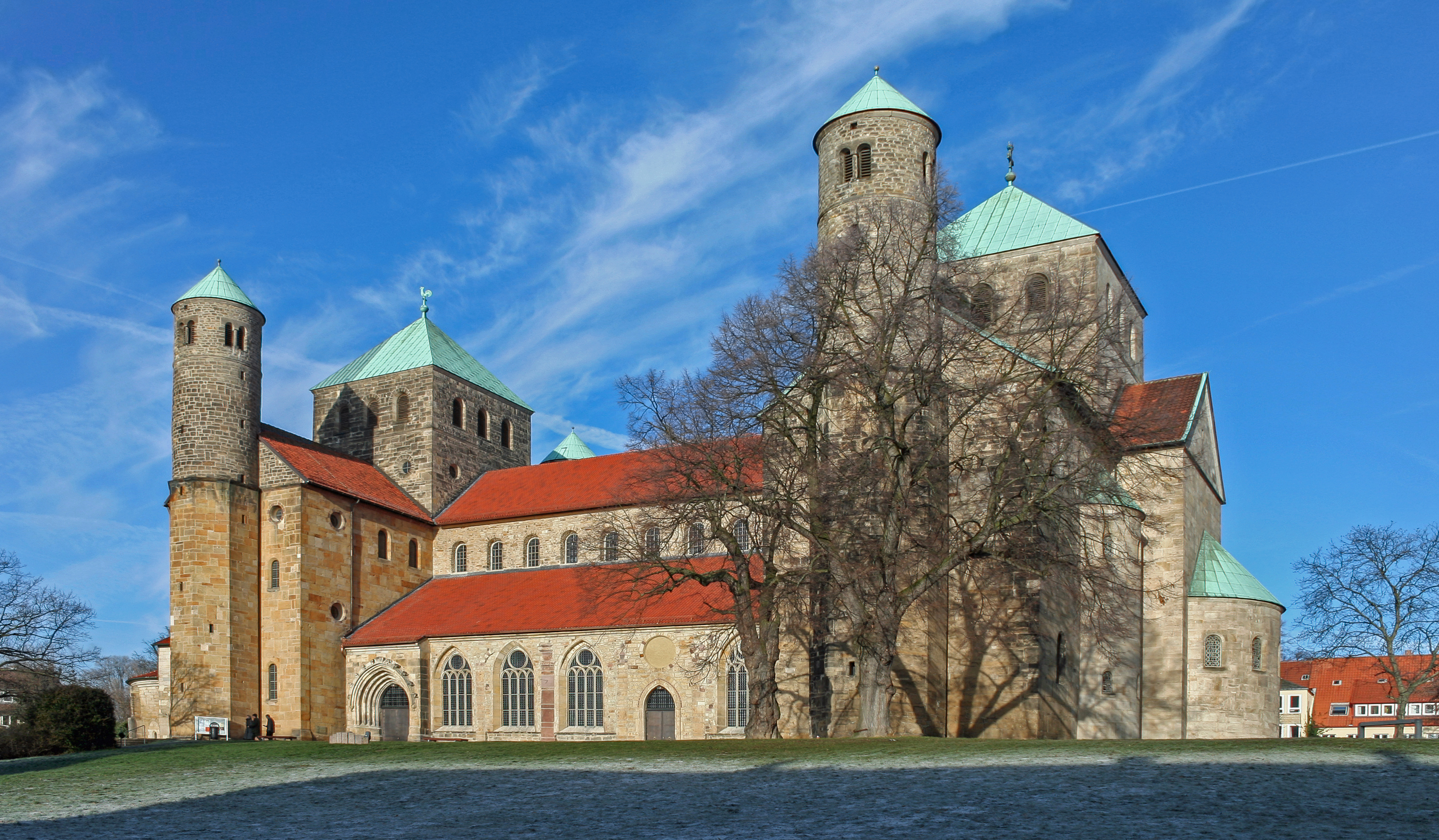
Chiesa di San Michele - Patrimonio dell'umanità UNESCO

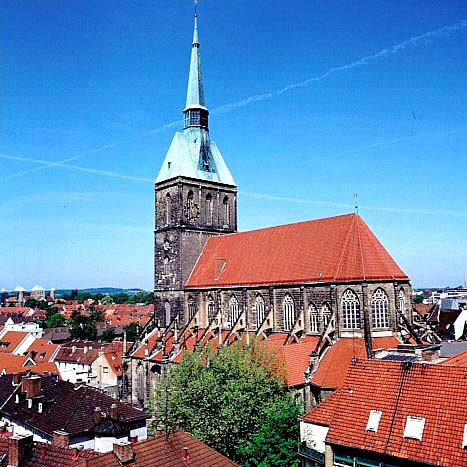
La chiesa di Sant'Andrea

## Amministrazione

### Sindaci di Hildesheim
- 1803-1843: Georg Otto Ferdinand Lohde
- 1843-1848: Dott. Carl Christoph Lüntzel
- 1848: Commissionariata da Oberg, Starke e Wynecken
- 1848-1852: Amtsassessor Domeier
- 1853-1875: Paul Johann Friedrich Boysen
- 1876-1895: Gustav Struckmann
- 1895-1896: Hans Ukert, non come sindaco
- 1896-1909: Gustav Struckmann, rieletto
- 1909-1937: Dott. Ernst Ehrlicher
- 1945-1946: Erich Bruschke
- 1946-1950: Albin Hunger
- 1950-1952: Friedrich Lekve
- 1952-1958: Albin Hunger, rieletto
- 1958-1959: Dott. Paul Lienke
- 1959-1964: Martin Boyken
- 1964-1968: Friedrich Nämsch
- 1968-1972: Martin Boyken, rieletto
- 1972-1975: Friedrich Nämsch, Oberbürgermeister rieletto
- 1975-1981: Heiko Klinge
- 1981-1991: Gerold Klemke
- 1991-2001: Kurt Machens

### Gemellaggi
Hildesheim è gemellata con:
- Angoulême, dal 1965
- El Minia, dal 1975
- Weston-super-Mare, dal 1983
- Padang, dal 1988
- Halle (Saale), dal 1990
- Gelendjik, dal 1992
- North Somerset, dal 1997
- Pavia, dal 2000 (vedi Sant'Epifanio di Pavia)